# Manuela Soccol
Manuela Soccol, född 16 juni 1988, är en friidrottare från Belgien. Hon deltog vid olympiska sommarspelen 2016.